# Góbi Henrik
Góbi Henrik (Hódmezővásárhely, 1971. február 20. –) 40-szeres magyar válogatott kosárlabda-játékos.
1988-tól négy éven keresztül játszott szülővárosában, amely csapat ezekben az években kiharcolta az élvonalbeli szereplést. Játékos-pályafutásában nagy szerepet játszott a hódmezővásárhelyi együttes. Az élvonalban eltöltött 21 év alatt megfordult a Szolnok, az Albacomp, a Kaposvár és MAFC csapatában. Szolnokon olyan klasszistól tanulhatta a játék fortélyait, mint Berkics László.
Az 1998-as bajnokság megnyerése után Kaposvárra igazolt, ahonnan két szezon után visszatért Székesfehérvárra. A 2007/2008-as szezont leszámítva (amikor a MAFC és Szolnok színeiben játszott) az Albacompnál maradt. A 2009-ben visszavonult játékos edzőként folytatta pályafutását Fehérváron. 2005-től utánpótlásedző a Dávid Kornél Kosársuliban, majd 2009-től a Fehérvár KC edzője is.
Hobbija a horgászat. Két gyermek édesapja, Maja lánya kosárlabdázik, Marcell fia pedig a Videotonban futballozik.

## Sikerei
- egyszeres magyar bajnok (Albacomp 1997/1998)
- magyar kupa ezüstérmes
- egyszeres CEBL-kupa győztes (Albacomp 2008/2009)
- Hódmezővásárhely feljutott az A csoportba

## Válogatott center
- 1994 és 1999 között a nemzeti együttes mezét 26-szor öltötte magára
- 2004. április 21-én újra tagja lett a válogatott keretnek

## Klubjai
- 1988-1992  Hódmezővásárhely
- 1992-1996  Szolnok
- 1996-1998  Albacomp
- 1998-2000  Kaposvár
- 2000-2007  Albacomp
- 2007/2008  MAFC, Szolnok
- 2008/2009  Albacomp

### Edzőként
- MKB Euroleasing Fehérvár KC